# Карфи (Чад)
Карфи (фр. Karfi) — небольшой город и супрефектура в Чаде, расположенный на территории региона Сила. Входит в состав департамента Кимити.

## Географическое положение
Город находится в юго-восточной части Чада, на берегу сезонно пересыхающей реки Вади-Дой, на высоте 508 метров над уровнем моря.
Карфи расположена на расстоянии приблизительно 670 километров к востоку от столицы страны Нджамены.

## Население
По данным официальной переписи 2009 года численность населения Карфи составляла 20 673 человека (10 142 мужчины и 10 531 женщина). Население супрефектуры по возрастному диапазону распределилось следующим образом: 55,8 % — жители младше 15 лет, 39,1 % — между 15 и 59 годами и 5,1 % — в возрасте 60 лет и старше.

## Транспорт
Ближайший аэропорт расположен в городе Гоз-Бейда.